# Juan Bautista Stagnaro
Juan Bautista Stagnaro (Mar del Plata, 7 de febrero de 1945) es un director de cine argentino. Entre las películas que ha filmado se destaca la multipremiada Casas de fuego (1995) y el guion de Camila (1984), nominada al Óscar.

## Biografía
Es uno de los egresados de la primera promoción de la ENERC, Escuela de Cine del Instituto Nacional de Cinematografía. También se gradúa en la Universidad de Buenos Aires como licenciado en economía política. Durante la carrera de cine dirige el cortometraje Antes que llegue la gente (1970), que recibe un premio en el Festival de San Sebastián. Como tesis de la carrera dirige el corto El gallo ciego (1971) elcual, junto a otros cinco, realizados por otros compañeros de la primera promoción, integra el largometraje La ñata contra el vidrio, cuyos argumentos fueron sacados de crónicas periodísticas. Aunque no es formalmente prohibido, las autoridades deciden no estrenarlo, ya que las temáticas abordadas no eran adecuadas para los tiempos que corrían. Recién se estrena comercialmente en 1996 en el cine Tita Merello.
En 2004 vuelve a realizar un cortometraje, La divina comedia, uno de los 10 cortos que integran el largometraje 18-J (2004) y repite en  2010 con El espía, realizado en el marco de los festejos del Bicentenario de Argentina, integrando 25 miradas en 200 minutos - Los cortos del Bicentenario. Paralelamente escribe guiones con Beda Docampo Feijóo, y es premiado por el Instituto de Cine por el guion de largometraje La educación sentimental, aunque luego no llegan a filmarlo. 
Colaboran en dos oportunidades con María Luisa Bemberg, en el guion de Camila (1983) y luego desarrollando el argumento de Miss Mary (1985). Asesoran en la estructura del guion a Jeanine Meerapfel en La amiga (1988). Luego juntos realizan el argumento del guion de la película de Docampo Feijóo Los amores de Kafka (1989). 
Posteriormente Stagnaro colabora con Docampo Feijóo en la adaptación del libro El eterno marido, de Fiodor Dostoievski, en El marido perfecto (1993). En colaboración con C. Etcheberry, Stagnaro realiza el guion de Cabeza de tigre (1993). Con Alejandro Doria realiza el guion de Las manos (2006), premio Goya al mejor film latinoamericano. 
Su primer largometraje es Debajo del mundo (1986), codirigido con B. Docampo Feijóo, en coproducción con Checoslovaquia. Su primera película en solitario es El camino del sur / Put na jug (1988),  coproducida con Yugoslavia. Luego realiza Casas de fuego (1995), con la cual recibe importantes premios internacionales; La Furia (1997), que resulta un éxito de taquilla; El amateur (1999 ), adaptación de la obra teatral homónima; El séptimo arcángel (2003), versión libre de la novela Los siete locos, de Roberto Arlt; Un día en el paraíso (2003), primer film realizado con un guion ajeno, escrito por E. Mignogna y S. Chague; Fontana, la frontera interior (2009) y el policial Natalia Natalia (2022). 
Stagnaro además se desempeña como docente en el ENERC, Escuela de Cine del Instituto Nacional de Cinematografía, en la Cátedra de Realización, y es Profesor, miembro del Consejo Asesor y ex.-Decano de la Universidad del Cine. Expresidente  y vicepresidente de DAC (DIRECTORES ARGENTINOS CINEMATOGRAFICOS) y de su FUNDACIÓN, ha sido uno de los gestores del programa de promoción del cine en escuelas rurales (El cine argentino va a la escuela) y es actualmente miembro de su Comisión Directiva.

## Relaciones familiares
Padre de Matias Stagnaro, Bruno Stagnaro y Gabriel Stagnaro, también cineastas, y de Juliana Stagnaro, periodista y guionista.

## Filmografía

### Director
- Mathat (2022)
- El Espía, cortometraje (2010)
- Fontana, la frontera interior (2009)
- 18-J (2004)
- El séptimo arcángel (2003)
- Un día en el paraíso (2003)
- El amateur (1998)
- La furia (1997)
- Casas de fuego (1995)
- Debajo del mundo (1986)
- El camino del sur (1988)
- Ulises, cortometraje (1975)
- El gallo ciego, cortometraje (1972)
- Antes que llegue la gente, cortometraje (1970)

### Guionista
- Impostores (2009)
- Fontana, la frontera interior (2009)
- Las manos (2006)
- 18-J (2004)
- El séptimo arcángel (2003)
- Cabeza de tigre (2001)
- El amateur (1999)
- La furia (1997)
- Casas de fuego (1995)
- El camino del sur (1988)
- Debajo del mundo (1987)
- Camila (1984)
- La educación sentimental (1980)
- Ulises, cortometraje (1975)
- El gallo ciego, cortometraje (1972)

### Argumento
- Los amores de Kafka  (1988)

### Actor
- Caíto (2012)